# Norvégia uralkodóinak listája
Az alábbi táblázat Norvégia uralkodóinak a névsorát tartalmazza, a legendás Széphajú-ház (vagy más néven Yngling-ház) uralkodásától kezdve. A dinasztia alapítása hozzávetőleg 860-ra tehető, és I. Harald nevéhez kötődik. Ő volt az első olyan uralkodó, akinek sikerült egy hatalom alá vonnia a viking uradalmakat.

A norvég állam megalapítása után hamarosan felvette a kereszténységet, és a monarchia mind a mai napig fennmaradt. Először 1163-ban készült trónutódlási törvény, így azelőtt gyakran komoly konfliktusok pattantak ki az uralkodó személyét illetően.

## Mitológiai királyok (565–872)
| Uralkodó                         | Uralkodott | Norvég név                          | Latin név          | Ónorvég név           | Megjegyzés                                                                                |
| -------------------------------- | ---------- | ----------------------------------- | ------------------ | --------------------- | ----------------------------------------------------------------------------------------- |
| Yngling-házi uralkodók (565–872) |            |                                     |                    |                       |                                                                                           |
| Ingjald, a beteg uralkodó * 660  | 7. század  | Ingjald illråde                     | Ingialdr           | Ingjaldr hinn illráði | I. Anund svéd király fia. Az ő idején szakadt ki Norvégia Svédországból. Meghalt 734-ben. |
| I. Olaf * 682                    | ?–710      | Olav I Ingjaldsson Tretelgja        | Olavus tretelgia   | Óláfr trételgja       | Ingjald fia.                                                                              |
| I. Halfdan Olofsson * 704        | 710–750    | Halvdan Kvitbein                    | Halvdanus hwitbein | Hálfdan hvítbeinn     | I. Olaf fia.                                                                              |
| I. Eystein * 736                 | 750–780    | Øystein Halfdansson                 | Eustein            | Eysteinn Hálfdansson  | I. Halfdan fia.                                                                           |
| II. Szelíd Halfdan * 762         | 780–800    | Halvdan II Øysteinsson den gavmilde | Halfdan            | Hálfdan hinn mildi    | I. Eystein fia.                                                                           |
| Vadász Gudrod * 738              | 800–814    | Gudrød Halfdansson Veidekonge       | Guthrodr           | Guðrǫðr veiðikonungr  | Eystein testvére.                                                                         |
| II. Olaf * 770                   | 814–840    | Olav II Gudrødsson                  | Olavus             | Ólafr                 | Gudrod fia.                                                                               |
| III. Fekete Halfdan * 809        | 840–863    | Halvdan III Gudrødsson Svarte       | Halfdan niger      | Hálfdan svarti        | II. Olaf fia.                                                                             |

## A középkori Norvégia önálló uralkodói (872–1387)

### AzYngling-házuralkodói (872–1319)
| N     | Portré | Uralkodó                                                                | Uralkodott          | Megjegyzés |
| ----- | ------ | ----------------------------------------------------------------------- | ------------------- | --- |
| [1.]  |        | I. Széphajú Harald * kb. 852 † 933                                      | 872–931 (59 évig)   | III. Halfdan fia. A norvég korona alapítója, 863-tól Westfoldi király. Egyesítette a norvég törzseket. 872-ben a Hafrsfjordi csata győzteseként meghódította Norvégia nyugati területeit. Kialakította a tartományi közigazgatást (Lagting), és ellenőrzése alá vonta a partmenti kereskedést. 930-ban lemondott a trónról. Neve norvégül: Harald I Harfågre. |
| [2.]  |        | I. Véreskardú Erik * kb. 885/895 † 954                                  | 931–934 (3 évig)    | I. Harald fia. Melléknevét kegyetlenkedéseiről kapta (8 féltestvéréből 7-et megöletett rövid uralma alatt). 934-ben elűzték a trónról. 20 évvel később Stainmore-nál meggyilkolták. Neve norvégül: Eirik I Haraldsson Blodøks. |
| [3.]  |        | I. Jóságos Haakon * 918/919 † 961                                       | 934–961 (27 évig)   | I. Harald fia. A kereszténység terjesztésén való erőfeszítései megbuktak a nemzetségfők ellenállásán. Törvénykönyvét 3 nagy jogi-közigazgatási egységre dolgozta ki, valamint bevezette a minden partmenti tartományra vonatkozó hadihajószolgáltatást a norvég flottába. II. Harald ölettette meg a dán I. Harald († 986) segítségével Fitjar szigetén. Neve norvégül: Haakon I Haraldsson den Gode. |
| [4.]  | –      | II. Szürkeköpenyes Harald * kb. 922 † 976                               | 961–976 (15 évig)   | I. Erik fia. Uralma alatt jöttek létre az első missziók Norvégiában. Betiltotta a pogány istenek nyilvános tiszteletét. Zsarnoki uralmának Haakon, a Lade-i earl (ld. lent) vetett véget. Neve norvégül: Harald II Eiriksson Gråfell. |
| –     |        | Nagy Haakon Jarl * kb. 937 † 995 februárja                              | (976–995)           | I. Harald dán király vazallusa. Elmenekült I. Olaf elől, de nemsokára meggyilkolták. Neve norvégül: Haakon Sigurdsson. |
| [5.]  |        | I. Olaf * 963/964 † 1000. szeptember 9.                                 | 995–1000 (5 évig)   | A II. Harald által 963-ban kivégeztetett Tryggve Olafsson utószülőtt fia, I. Harald dédunokája. Az első norvég király volt, aki minden eszközzel igyekezett az uralma alatt álló vikingeket keresztény hitre téríteni. Elesett a Svoldi ütközetben. Neve norvégül: Olaf I Tryggvasson. |
| –     |        | Earl Erik * kb. 963 † 1024                                              | (1000–1012)         | Haakon Jarl fia. A dán korona vazallusa lett, így helyette Villásszakállú Svend (Svein I Tjugeskjegg, 955–1014) uralkodott. Neve norvégül: Eirik II Haakonsson. |
| –     | –      | Earl Svend * ? † 1016                                                   | (1012–1015)         | II. Erik öccse. Névlegesen uralkodott. Neve norvégül: Svein I Haakonsson. |
| [6.]  |        | II. Szent Olaf * 995 nyara † 1030. július 29.                           | 1015–1028 (13 évig) | Harald Grenske fia, I. Harald ükunokája. 1016-ban a nesjari csatában legyőzte a dán I. Svendet. Kiterjesztette a kereszténységet egész Norvégiára. 1028-ban az uralmával elégedetlen nemesek elűzték, helyette Svend fiát, Knutot tették királlyá. 1030 uralma visszaszerzésére tett kísérlete során a Stiklestadi csatában a norvég nemesek és a parasztok megölték. Neve norvégül: Hellig-Olav II Haraldsson. |
| –     | –      | Earl Haakon * ? † 1029                                                  | (1028–1029)         | II. Erik fia. Csak kormányzó. 1029-ben eltűnt a tengeren. Neve norvégül: Haakon Eiriksson. |
| [7.]  | –      | Svend * kb. 1016 † 1036                                                 | 1030–1035 (5 évig)  | I. Erik unokaöccsének az unokája, II. Knut dán király (Knut den Mektige) fia, és vazallusa. Neve norvégül: Svein II Knutsson Alfivason. |
| [8.]  |        | I. Jóságos Magnus * 1024 áprilisa/júniusa † 1047. október 25.           | 1035–1047 (12 évig) | II. Olaf fia. Dánia koronáját is megszerezte 1042-ben, de örökös harcban állt Svend Estridsson trónkövetelővel, Norvégiában pedig saját nagybátyjával, Harald Sigurdssonnal. Balesetben halt meg, halála előtt Dániát Svendre, míg Norvégiát Haraldra hagyta. Neve norvégül: Magnus I Olafsson den Gode. |
| [9.]  |        | III. Keménykezű Harald * kb. 1015 † 1066. szeptember 25.                | 1047–1066 (19 évig) | II. Olaf féltestvére, I. Harald ükunokája. Ragaszkodott a norvég egyház önállóságához, kiterjesztette uralmát a Shetland- és a Orkney-szigetekre. Korának kiemelkedő hadvezére volt, 1066-ban megtámadta Angliát, de elesett a Stamforbridge melletti csatában. Neve norvégül: Harald III Hardråde. |
| [10.] | –      | II. Magnus * kb. 1048 † 1069. április 28.                               | 1066–1069 (3 évig)  | III. Harald fia. Apjával részt vett a Stamforbridge-i ütközetben, de 1067 tavaszán visszatért Norvégiába. Az ország északi részében uralkodott, míg öccse III. Olaf délen. Megmérgezték. Neve norvégül: Magnus II Haraldsson. |
| [11.] |        | III. Csendes Olaf * kb. 1050 † 1093. szeptember 22..                    | 1067–1093 (26 évig) | II. Magnus testvére. Bel- és külpolitikai stabilitás, zavartalan gazdasági fejlődés jellemezte uralkodásának negyedszázadát, amelyet a történettudomány Norvégia egyik virágkoraként tart számon. Neve norvégül: Olav III Haraldsson Kyrre. |
| [12.] | –      | (II.) Haakon * kb. 1068 † 1094                                          | 1093–1094 (1 évig)  | II. Magnus fia, aki a trónöröklés törvényének hiányában III. Magnusszal egyszerre kezdett uralkodni. Neve norvégül: Haakon Magnusson. |
| [13.] |        | III. Csupaszlábú Magnus * 1073 † 1103. augusztus 13.                    | 1093–1103 (10 évig) | III. Olaf törvénytelen fia. Melléknevét a skót szoknya szeretetéről kapta. 1098-ban hadjáratot indított a Hebridákra és a Man-szigetre. Svédországot is megtámadta, de 1101-ben békét kötött I. Ingével. 1102-ben újabb hadjáratot indított a Hebridákra, de Ulsterben megölték. Neve norvégül: Magnus III Olafsson Berrføtt. |
| [14.] |        | I. Eystein * kb. 1088 † 1123. augusztus 29.                             | 1103–1123 (20 évig) | III. Magnus törvénytelen fia. Területeket szerzett Svédországtól, templomokat építtetett, és elősegítette országa fejlődését. Neve norvégül: Øystein I Magnusson. |
| [15.] |        | I. Sigurd a keresztes lovag * kb. 1089 † 1130. március 26.              | 1103–1130 (27 évig) | III. Magnus törvénytelen fia. 1107-ben 60 hajóval Palesztinába ment keresztes hadjáratra, amelyről 1111-ben tért vissza. Uralkodása alatt vezették be a tizedet Norvégiában. Ő építtette a Stavanger-i székesegyházat. Idősebb korára elméje elborult. Neve norvégül: Sigurd I Magnusson Jorsolfare. |
| [16.] | –      | (IV.) Olaf * kb. 1093/1099 † 1115. december 22.                         | 1103–1115 (12 évig) | III. Magnus fia. Neve norvégül: Olaf Magnusson. |
| [17.] |        | IV. Vak Magnus * kb. 1115 † 1139. november 12.                          | 1130–1135 (35 évig) | I. Sigurd törvénytelen fia. 5 évnyi uralkodás után IV. Harald megfosztotta trónjától, és megvakíttatta. Bár Magnus nagy tiszteletnek örvendett a nemzetségfők körében, serege azonban kétszer is vereséget szenvedett I. Inge és II. Sigurd seregeitől. 1139-ben újabb támadást indított ellenük, ezúttal Sigurd Slembi támogatásával Dániából, de elesett a csatában. Neve norvégül: Magnus IV Sigurdsson den Blinde. |
| [18.] | –      | IV. Harald * kb. 1094 † 1136. december 14.                              | 1130–1136 (6 évig)  | III. Magnus állítólagos fia. 1134-ben felrúgta a néhai I. Sigurddal kötött egyezséget és megtámadta, majd megvakítatta és megcsonkítatta IV. Magnust. Uralkodása alatt ellenkirályt állítottak vele szembe Sigurd Slembe személyében, aki meg is gyilkolta. Kortársai a legkegyetlenebb norvég királyként említik. Neve norvégül: Harald IV Magnusson Gille. |
| [19.] | –      | I. Púpos Inge * 1135/1136 † 1161. február 3.                            | 1136–1161 (25 évig) | IV. Harald törvényes fia. Erős szálak fűzték a főnemességhez és az egyházhoz. 1150-ben Bergenben gyűlésre hívta össze a világi és egyházi vezetőket, és bejelentette, hogy 1152-ben Nidarosban (ma: Trondheim) Nicholas Breakspear angol bíboros (a későbbi IV. Adorján pápa) érsekséget alapít. Ez 5 norvég egyházmegyét foglalt magába, továbbá 6 norvég kolóniát, amelyek addig a dániai Lund érsekségének fennhatósága alá tartoztak. Az ő hívei gyilkolták meg II. Sigurdot és II. Eysteint. Végül II. Haakon legyőzte, és megölette. Neve norvégül: Inge II Haraldsson Krokrygg. |
| [20.] |        | II. Nagyszájú Sigurd * kb. 1132/1133 † 1155. február 6. vagy június 11. | 1136–1155 (19 évig) | IV. Harald törvénytelen fia. I. Inge rivális királya. Neve norvégül: Sigurd II Haraldsson Munn. |
| [21.] | –      | II. Eystein * kb. 1125 † 1157. augusztus 21.                            | 1142–1157 (15 évig) | IV. Harald törvénytelen fia. I. Inge ellenfele II. Sigurddal, de az meggyilkoltatta. Az 1136-ban megszületett örökösödési törvény értelmében több párhuzamos uralkodó nem lehet. Neve norvégül: Øystein II Haraldsson. |
| [22.] | –      | (V.) Magnus * kb. 1135 † kb. 1145                                       | 1142–1145 (3 évig)  | IV. Harald törvénytelen fia. II. Sigurd társuralkodója. Neve norvégül: Magnus Haraldsson. |
| [23.] | –      | II. Szélesvállú Haakon * 1147 † 1162. július 7.                         | 1157–1162 (5 évig)  | II. Sigurd fia. 1157 után II. Eystein hívei őt támogatták I. Ingével szemben. Az V. Magnus elleni harcban esett el. Neve norvégül: Haakon II Sigurdsson Herdebreid. |
| [24.] | –      | III. Sigurd * 1155 † 1163. szeptember 29.                               | 1162–1163 (1 évig)  | II. Sigurd fia. V. Magnus ellenkirályaként lépett fel, és egyes források nem ismerik el norvég uralkodónak. Soha sem rendelkezett teljes hatalommal. V. Magnus Bergenben megölette. Neve norvégül: Sigurd III Sigurdsson Markusfostre. |
| [25.] |        | V. Magnus * 1156 † 1184. június 15.                                     | 1163–1184 (21 évig) | I. Sigurd unokája. Már 1161-ben megszerezte a jogot a trónra, de csak később koronázhatták meg (1163) Bergenben. Ez volt az első norvég és egyben az első skandináv királykoronázás is. Először III. Sigurd lépett fel ellene, majd Øystein Meyla (1174–1177). Uralkodása alatt az egyházra támaszkodott. Hatalma 1177 után ingott meg, majd riválisa, Sverre elhódította trónját – a király pedig halva maradt a csatatéren. Neve norvégül: Magnus V Erlingsson. |
| [26.] |        | Sverre * kb. 1149/1151 † 1202. március 9.                               | 1184–1202 (18 évig) | II. Sigurd állítólagos fia. 1177-re az V. Magnusszal szembenállók, az ún. nyírfalábúak vezére lett. Uralkodása alatt nem támogatta az egyházat. Híres műve a Beszéd a püspök ellen. Ellenlábasa, Nicholas Arnesson Oslo-i püspök összefogott ellene a száműzött Erik Ivarson érsekkel, amely kirobbantott egy parasztfelkelést. Három ellenkirály lépett fel ellene: Jon Kuvlung, (1185–1188), Sigurd Magnusson (1193–1194) és Inge Magnusson (1196–1202). Neve norvégül: Sverre Sigurdsson.                                                                                           |
| [27.] | –      | III. Haakon * 1182 † 1204. január 1.                                    | 1202–1204 (2 évig)  | Sverre törvénytelen fia. Megpróbálta megszüntetni az egyház és a korona közötti szakadásokat. Mostohaanyja az italába kevert méreggel ölte meg. Neve norvégül: Haakon III Sigurdsson. |
| [28.] | –      | Guttorm * 1199 † 1204. augusztus 11.                                    | 1204 (pár hónapig)  | Sverre unokája. Neve norvégül: Guttorm Sigurdsson. |
| [29.] | –      | II. Inge * kb. 1185 † 1217. április 23.                                 | 1204–1217 (13 évig) | II. Sigurd unokája. Gyenge uralkodó volt, aki soha nem tudta ellenőrzése alá vonni egész Norvégiát. Uralma alatt szünetelt a polgárháború egy ideig. Gyenge egészségi állapota volt, de valószínűleg egy balesetben vesztette életét. Két ellenkirállyal kellett megküzdenie hatalmáért: Erling Steinvegg (1204–1207) és Filippus Simonson (1207–1217). |
| [30.] |        | IV. Öreg Haakon * 1204 márciusa/áprilisa † 1263. december 15.           | 1217–1263 (46 évig) | III. Haakon fia. Skule ellenkirályságával kellett szembenéznie (1239–1240). Meggyilkoltatta 1241 IX. 22-én Snorri Sturluson izlandi költőt, történetírót. 1262-ben meghódította Izlandot. Neve norvégül: Haakon IV Haakonsson den Gamle. |
| –     | –      | (V.) Haakon * 1232 † 1257                                               | (1240–1257)         | IV. Haakon fia. Társuralkodó. Még édesapja előtt elhalt. Neve norvégül: Haakon Haakonsson. |
| [31.] |        | VI. Törvényalkotó Magnus * 1238. május 1. † 1280. május 9.              | 1263–1280 (17 évig) | IV. Haakon fia. Az ország jogrendjének megreformálója; az általa bevezetett új országos, városi és egyházi törvények mintául szolgáltak Norvégia számos gyarmatán is. Országos törvényei több mint 400 évig voltak érvényben. Neve norvégül: Magnus VI Haakonsson Lagabote. |
| [32.] |        | II. Papgyűlölő Erik * 1268 † 1299. július 15.                           | 1280–1299 (19 évig) | VI. Magnus fia. Melléknevét az egyház kiváltságait fokozni akaró drontheini érsek elleni harcáról kapta. Neve norvégül: Erik III Magnusson. |
| [33.] |        | V. Hosszúlábú Haakon * 1270. április 10. † 1319. május 8.               | 1299–1319 (20 évig) | VI. Magnus fia. A királyi hatalmat akarta megerősíteni, de a Hanza városok térhódítását megakadályozni nem tudta. 1308-ban ő törölte el a bárói rangot. Neve norvégül: Haakon V Magnusson den Eldre. |

### AFolkung-házuralkodói (1319–1387)
| N     | Portré | Uralkodó                                        | Uralkodott          | Megjegyzés |
| ----- | ------ | ----------------------------------------------- | ------------------- | --- |
| [34.] |        | VII. Magnus * 1316 áprilisa † 1374. december 1. | 1319–1343 (24 évig) | V. Haakon unokája. Svédország és Norvégia királya. Neve norvégül: Magnus VII Eriksson. |
| [35.] |        | VI. Haakon * 1340 augusztusa † 1380. május 1.   | 1343–1380 (37 évig) | VII. Magnus fia. Svédország és Norvégia királya. Neve norvégül: Haakon VI Magnusson den Yngre. |
| [36.] |        | IV. Olaf * 1370 december † 1387. augusztus 23.  | 1380–1387 (7 évig)  | VI. Haakon fia. Dánia és Norvégia királya. Neve norvégül: Olaf IV Haakonsson. Ő volt az utolsó középkori norvég király, aki norvég földön, Oslóban született, és egészen a XX. századig, V. Harald 1937-es születéséig, aki szintén Oslóban jött a világra, nem volt erre példa. |

## Norvégia dán és svéd perszonáluniós uralkodói (1387–1905)
| Dinasztia | Uralkodó                       | Uralkodott | Megjegyzés                                                                        |
| --- | ------------------------------ | ---------- | --------------------------------------------------------------------------------- |
| A kalmari unió vegyesházi uralkodói A svéd, dán és norvég perszonálunió 1397–1523. (A megjegyzéseket 1905-ig lásd Dániánál, Svédországnál.)                           |                                |            |                                                                                   |
| Kalmari unió | Margit                         | 1387–1389  | Valdemár-ház; VI. Haakon özvegye és IV. Olaf anyja, régens királynéként uralkodik |
| Kalmari unió | III. Pomerániai Erik           | 1389–1442  | Griffin-ház                                                                       |
| Kalmari unió | Bajor Kristóf                  | 1442–1448  | Wittelsbach-ház                                                                   |
| Kalmari unió | I. Károly                      | 1448–1450  | Knutsson-ház                                                                      |
| Kalmari unió | I. Keresztély                  | 1450–1481  | Oldenburg-ház                                                                     |
| Kalmari unió | I. Dán János                   | 1481–1513  | Oldenburg-ház                                                                     |
| Kalmari unió | II. Zsarnok Keresztély         | 1513–1523  | Oldenburg-ház                                                                     |
| Az Oldenburg-ház uralkodói A kalmari unió dán-norvég szakaszában (1523–1536), majd a dán-norvég perszonálunióban (1536–1814)                                          |                                |            |                                                                                   |
| Oldenburg | I. Frigyes                     | 1523–1533  |                                                                                   |
| Oldenburg | III. Keresztély                | 1534–1559  |                                                                                   |
| Oldenburg | II. Frigyes                    | 1559–1588  |                                                                                   |
| Oldenburg | IV. Keresztély                 | 1588–1648  |                                                                                   |
| Oldenburg | III. Frigyes                   | 1648–1670  |                                                                                   |
| Oldenburg | V. Keresztély                  | 1670–1699  |                                                                                   |
| Oldenburg | IV. Frigyes                    | 1699–1730  |                                                                                   |
| Oldenburg | VI. Keresztély                 | 1730–1746  |                                                                                   |
| Oldenburg | V. Frigyes                     | 1746–1766  |                                                                                   |
| Oldenburg | VII. Keresztély                | 1766–1808  |                                                                                   |
| Oldenburg | VI. Frigyes                    | 1808–1814  |                                                                                   |
| Oldenburg | (VIII.) Keresztély Frigyes     | 1814       |                                                                                   |
| A Holstein-Gottorp-ház (1818-ig) és a Bernadotte-ház (1818–1905) uralkodói 1814-ben létrejött a norvég és a svéd trón perszonáluniója a svéd uralkodóház uralma alatt |                                |            |                                                                                   |
| Holstein-Gottorp | II. Károly                     | 1814–1818  | A Holstein-Gottorp-ház az Oldenburg-ház egyik oldalága                            |
| Bernadotte | III. (Bernadotte) Károly János | 1818–1844  |                                                                                   |
| Bernadotte | I. Oszkár                      | 1844–1859  |                                                                                   |
| Bernadotte | IV. Károly                     | 1859–1872  |                                                                                   |
| Bernadotte | II. Oszkár                     | 1872–1905  |                                                                                   |

## Az önálló újkori Norvégia uralkodói (1905–napjainkig)

### Schleswig–Holstein–Sonderburg–Glücksburg-ház
| N    | Portré | Uralkodó                                                | Uralkodott              | Megjegyzés |
| ---- | ------ | ------------------------------------------------------- | ----------------------- | --- |
| [1.] |        | VII. Haakon * 1872. augusztus 3. † 1957. szeptember 21. | 1905–1957 (52 évig)     | Az uralkodóház rövidített neve Glücksburg-ház, amely az Oldenburg-ház egyik oldalága VIII. Frigyes (1843–1912) dán király fia, V. Haakon leányági leszármazottja, valamint IV. Károly unokája anyai ágon. Neve norvégül: Christian Frederik Carl Georg Valdemar Axel Frederichsson. Koronázása: 1906. június 22., Trondheim; Ez volt az utolsó norvég és egyben utolsó skandináv királykoronázás is. |
| [2.] |        | V. Olaf * 1903. július 2. † 1991. január 17.            | 1957–1991 (34 évig)     | VII. Haakon fia. |
| [3.] |        | V. Harald * 1937. február 21.                           | 1991–napjaink (34 évig) | V. Olaf fia. Napjainkig ő Norvégia királya. Ő volt az első norvég királyi herceg 567 év után, 1370, azaz, IV. Olav születése óta, aki norvég földön született, és akiből norvég király is lett. |

## Fordítás
- Ez a szócikk részben vagy egészben  a   Liste over Norges monarker című norvég Wikipédia-szócikk fordításán alapul.  Az eredeti cikk szerkesztőit annak laptörténete sorolja fel. Ez a jelzés csupán a megfogalmazás eredetét és a szerzői jogokat jelzi, nem szolgál a cikkben szereplő információk forrásmegjelöléseként.